# 維托 (阿拉巴馬州)
維托（英語：Veto）是一個位於美國阿拉巴馬州萊姆斯通縣的非建制地區。該地的面積和人口皆未知。

## 地理
維托的座標為34°59′40″N 86°59′20″W / 34.99444°N 86.98889°W，而該地的平均海拔高度為201米（即659英尺）。